# Tarras Water
Das Taras Water ist ein Wasserlauf in Dumfries and Galloway, Schottland. Es entsteht westlich des Hartsgarth Fell. Es fließt zunächst in westlicher Richtung und wendet sich vor der Einmündung des Byrecleuch Burn nach Süden um so bis zu seiner Mündung in den River Esk nördlich des Weilers Tarrasfoot zu fließen. 